# ویاچسلاو تیخونوف
ویاچسلاو تیخونوف (روسی: Вячесла́в Васи́льевич Ти́хонов؛ زاده ۸ فوریهٔ ۱۹۲۸ – درگذشته ۴ دسامبر ۲۰۰۹) یک هنرپیشه اهل روسیه بود. وی بین سال‌های ۱۹۴۸ تا ۲۰۰۹ میلادی فعالیت می‌کرد.
از فیلم‌ها یا مجموعه‌های تلویزیونی که وی در آن‌ها نقش داشته است، می‌توان به جنگ و صلح و مبادا که فراموش کنیم اشاره نمود.
مشهورترین نقش ویاچسلاو تیخونوف  ایسایف- اشتیرلیتز را در فیلم تلویزیونی 12 قسمتی تاتیانا لیوزنووا " هفده لحظه بهار "(که در ایران به جنگ سرد معروف بود) به ارمغان آورد.